# Pál Simon
Dans le nom hongrois Simon Pál, le nom de famille précède le prénom, mais cet article utilise l’ordre habituel en français Pál Simon, où le prénom précède le nom.
Pál Simon (né le 31 décembre 1881 à Budapest et décédé le 25 février 1922 dans la même ville) est un athlète hongrois spécialiste du sprint. Affilié au Magyar Athletic Club, il mesure 1,82 m pour 76 kg.

## Biographie

### Palmarès
| Date | Compétition           | Lieu    | Résultat | Épreuve                      | Performance  |
| ---- | --------------------- | ------- | -------- | ---------------------------- | ------------ |
| 1908 | Jeux olympiques d'été | Londres | 3e       | Relais olympique (1er 200 m) | 3 min 32 s 5 |

### Records
| Épreuve    | Performance | Lieu | Date |
| ---------- | ----------- | ---- | ---- |
| 100 mètres | 11 s 0      |      | 1908 |
| 200 mètres | 23 s 0      |      | 1908 |